# Křížová cesta (Kotel)
Křížová cesta v Kotli u Osečné na Liberecku se nachází na Kotelském vrchu jihovýchodně od obce.

## Historie
Křížová cesta má čtrnáct zastavení v podobě kamenných sloupků s vrcholovou kapličkou s nikou. Byla zhotovena v letech 1902–1904 nákladem rodiny Bienertovy. Autorem kapliček je kamenosochař Adolf Sitte z dílny v č.p. 118. Kapličky jsou bez obrázků, jedna je vyvrácená a zlomená. Původní zastavení byla dřevěná.
Cesta začíná u kaple svaté Anny na jihovýchodním konci Kotle. Vede ke kapli Božího hrobu, která se nachází v blízkosti geologické národní přírodní památky Čertova zeď. Kaple byla postavena na místě původních Božích muk roku 1901 nákladem rodiny Bienertovy pocházející z chalupy č.p. 32 v Kotli.
Oprava Kaple Božího hrobu probíhala roku 2014 a přiblížila její podobu původnímu vzhledu podle dochované fotodokumentace. Má půdorysný rozměru 4 m × 6,5 m, klasickou sedlovou střechu z vláknocementových šablon a vrcholovou věžičku s křížkem. Ve štítě průčelí je umístěno pevné okno. Vstupní otvor je zajištěn kovanou mříží, za kterou jsou ze strany interiéru osazeny masivní dřevěné dveře. Uvnitř kaple je výklenek připravený pro obraz Ježíše Krista.
Vysvěcení zrestaurované kaple Božího hrobu se uskutečnilo 15. července 2015.